# Cosmoscarta carens
Cosmoscarta carens is een halfvleugelig insect uit de familie schuimcicaden (Cercopidae). De wetenschappelijke naam van deze soort is voor het eerst geldig gepubliceerd in 1896 door Noualhier.